# José Chaves Lameirão
José Chaves Lameirão (29 de setembro de 1926 - 25 de julho de 1975), foi um militar brasileiro, participante da Revolta de Jacareacanga, filho de Antônio Lameirão Júnior, industrial, e de Jandira Chaves Lameirão.

## Participação na Revolta
Em 11 de fevereiro de 1956, dois oficiais da Aeronáutica, o major Haroldo Coimbra Veloso e o capitão José Chaves Lameirão, se apossaram de um avião da Força Aérea Brasileira (FAB) e voaram para a base de Jacareacanga, no Pará. Posteriormente, o major Paulo Vítor da Silva enviado por seus superiores a prender os rebeldes se juntaria a eles. A rebelião não teve mais adesões mas ficou famosa porque os oficiais da Aeronáutica se recusaram a cumprir ordens do ministro, o major-brigadeiro Vasco Alves Seco.￼ A rebelião foi debelada em pouco mais de duas semanas, com a prisão de Haroldo Veloso e a fuga de Lameirão e Paulo Vítor para a Bolívia. Os rebeldes tinham uma visão muito otimista a respeito de sua possibilidade de sucesso. Segundo Lameirão, "achávamos que alguém começando a revolução, ela se alastraria naturalmente".